# 江夏弘
江夏 弘（えなつ ひろし、1922年（大正11年）9月12日 - 2019年（令和元年）8月4日）は、日本の理論物理学者。立命館大学名誉教授。学位は理学博士。専門は素粒子論。
場の量子論において、相対論的ハミルトン形式に貢献した。

## 学術研究
江夏は、場の量子論の相対論的なハミルトン形式における交換関係
{\displaystyle [\psi (x,\tau ),\psi ^{*}(x',\tau )]=\delta (x-x')}
が
{\displaystyle \epsilon (x-x')\epsilon (\tau -\tau ')=1,}
の下で、場の量子論の従来の非相対論的なそれと等価であることを発見した。
ここで、
{\displaystyle [\psi ,\phi ]=\psi \phi -\phi \psi } は交換子、{\displaystyle x} は時空座標、{\displaystyle \tau } は固有時、{\displaystyle \psi ^{*}} は {\displaystyle \psi } のエルミート共軛、{\displaystyle \delta (x)} はディラックのデルタ函数
である。ここで、{\displaystyle \epsilon (x)}は {\displaystyle 0<x} に対して {\displaystyle \epsilon (x)=1} となり、{\displaystyle x<0} に対して {\displaystyle \epsilon (x)=-1} となるような或る階段函数である。

## 生涯

### 生い立ち
宮崎県都城町（現：都城市）において、曾祖父の江夏計佐吉、祖父の江夏岩吉、宮崎県酒類販売会社社長であった父の江夏栄蔵と母の（黒岩）フミの長男として生まれる。
旧制の鹿児島県立第一鹿児島中学校（現：鹿児島県立鶴丸高等学校）を四年修了し、旧制の第七高等学校造士館に入学する。

### 湯川秀樹との出会い
江夏の七高在学中に、湯川秀樹が鹿児島を訪れ中間子論の講演をする。そのときの講演を聴き、湯川や中間子論に興味を抱き、旧制の京都帝国大学理学部に進学する。京大での卒業研究の指導教授はもちろん湯川であり、卒業論文のテーマは中間子論であった。1944年卒業後、旧制の大学院に進学し、湯川の下で研究を開始する。1946年から1957年まで江夏は湯川研究室の助手であった。
湯川のノーベル賞受賞直後に出版された『随想 湯川秀樹』の中で「湯川先生をめぐって」を執筆している。1952年から1953年にかけて、コロンビア大学にフルブライト・プログラムで留学した。1953年、京都大学から理学博士の学位を授与される。

### ニールス・ボーアとの出会い
1955年から1956年にかけて、デンマークのニールス・ボーア研究所に国費留学生として派遣される。70歳を過ぎたニールス・ボーア自身が学生の面倒を直接見ることはあまりなかったが、週一回ボーアが研究所に来るたびに、江夏はニールス・ボーアに直接質問が許されるという厚遇であった。

### 立命館大学教授
江夏は1957年に立命館大学理工学部教授となり、引き続き湯川の下で指導を受ける。1971年度には理工学部長も務めた。1988年3月に立命館大学を定年退職し、名誉教授となる。1997年、勲三等瑞宝章受章。2019年8月4日、京都市内の病院にて96歳で没した。

## 学風と見識
謙虚な人柄で、なおかつ厳密な学風であった。他人の研究を評価する鑑定眼は群を抜いており、その真贋を原石の段階で見抜く眼力があった。研究評価能力・査読能力においても、風貌においても、マックス・プランクを連想させる人であった。江夏にとって、解析力学は量子力学のための準備ではなく、量子力学の方がむしろ解析力学の発展形態であった。解析力学に対する造詣がとりわけ深く、当時の世界標準であったゴールドスタインの「古典力学」や日本で最も普及していた原島鮮の「力学」よりも、ゾンマフェルトの「力学」やランダウの理論物理学教程の「力学」の方を評価しており、中でも山内恭彦の「一般力学」を最も高く評価していた。

## 脚註
1. ↑  Relativistic Hamiltonian Formalism in Quantum Field Theory and Micro-Noncausality, August 1963
2. ↑  マテイ・パヴジッチ（英語版）, "The Landscape of Theoretical Physics: A Global View, From Point Particles to the Brane World and Beyond, in Search of a Unifying Principle", Kluwer Academic, 2001
3. ↑  『人事興信録 第14版 上』人事興信所、1943年、エ9頁。
4. ↑  江夏家（霧島酒造社長・江夏順行・江夏拓三の家系図）
5. ↑  江夏岩吉　ー宮崎県、江夏一族宗家ー
6. ↑  当時の旧制中学校は5年制だが、第4学年修了時点で旧制高等学校に進学（飛び入学）可能であった。
7. ↑  『第七高等学校造士館一覧 自昭和十四年四月至昭和十五年三月』第七高等学校造士館、1939年8月15日、116頁。
8. ↑  ［記載なし］「湯川教授より江夏弘へ(海外通信)」『素粒子論研究』第3巻第4号、素粒子論グループ 素粒子論研究 編集部、1951年、318頁、doi:10.24532/soken.3.4_318、ISSN 0371-1838、NAID 110006550361。
9. ↑  宗像康雄「京大湯川研究室(<特集>湯川秀樹博士追悼)」『日本物理学会誌』第37巻第4号、日本物理学会、1982年、295-298頁、doi:10.11316/butsuri1946.37.4.295、ISSN 0029-0181、NAID 110002074989。
10. ↑  随想 湯川秀樹 1950
11. ↑  江夏弘「12.続・素粒子の質量スペクトル：四次元時空における固有値問題」『素粒子論研究』5巻 11号 1953年 pp.1369-1389, doi:10.24532/soken.5.11_1369
12. ↑  Theory of Unstable Heavy Particles, July 1954
13. ↑  江夏弘「核子の自己エネルギーと素粒子の質量スペクトルについて」京都大学博士論文 [報告番号不明]、1953年、NAID 500000491871
14. ↑  原子核分光学の展開--私の来た道
15. ↑  Niels Bohr Private Correspondence
16. ↑  Niels Bohr Private Correspondence
17. 1 2 3 4  “訃報 江夏弘 先生”.   立命館大学 数物会 (2019年8月6日). 2022年8月21日閲覧。
18. ↑  「97年秋の叙勲受章者勲三等以上の一覧」『読売新聞』1997年11月3日朝刊

## 研究論文（英文）
場の量子論における相対論的な不変形式
など。
- On the Photodisintegration of the Deuteron (Pseudoscalar Meson Theory.), December 1949
- On the Nuclear Forces, February 1950
- On the Interaction of Mesons and Nucleons, September 1950
- On the Mass of Cohesive Meson and the Mass Difference Of Nucleon, April 1951
- On the Mass of Cohesive Meson and the Mass Difference of Nucleons, II, June 1951
- On the Mass Difference of Nucleons and the Cohesive Mesons, October 1951
- On the Self-energies of Mesons, October 1951
- On the Self-Energies of Nucleons, October 1951
- Self-Energies of Nucleons and the Mass Spectra of Heavy Particles, February 1952
- Mass Spectrum of Elementary Particles I: Eigenvalue Problem in Space-time, February 1954
- Mass Spectrum of Elementary Particles, II, September 1954
- Theory of Unstable Heavy Particles, July 1954
- Relativistic quantum mechanics and mass-quantization, 1956
- Relativistic Hamiltonian Formalism in Quantum Field Theory and Micro-Noncausality, August 1963
- Covariant Hamiltonian Formalism for Particles of any Spin and Nonzero Mass, 1968
- Micro-noncausal theory of the hydrogen atom 1971
- Covariant Hamiltonian formalism for quantized fields and the hydrogen mass levels, 1975
- On the hyperfine structure splittings of hydrogen, 1975
- Proton-proton scattering problem in a covariant Hamiltonian formalism, 1976
- Four-dimensional tensor forces and electric quadrupole moments in the bound-states of the deuteron, 1976
- Micrononcausal euclidean wave functions for hadrons, February 1978
- Hyperfine structure splittings of the hydrogen atom in a covariant Hamiltonian formalism , 1983
- Bethe-Salpeter type equations for a covariant Hamiltonian formalism in quantum field theory, 1984
- Quantization of masses of elementary particles with micrononcausal structures, October 1986
- Quantization of masses of elementary particles with micrononcausal structures 1987
- Quantization of the mass of the W-boson in the Weinberg-Salam theory, 1988

## 素粒子論研究・大学紀要（和文）
- 江夏弘「13 核子におけるPais-Sakataの方法について(B.中間子論,素粒子論研究論文)」『素粒子論研究』第3巻第2号、素粒子論グループ 素粒子論研究 編集部、1951年、138-154頁、doi:10.24532/soken.3.2_138、ISSN 0371-1838、NAID 110006550281。
- 江夏弘, 朴鳳烈「14 C-中間子について (B.中間子論,素粒子論研究論文)」『素粒子論研究』第3巻第2号、素粒子論グループ 素粒子論研究 編集部、1951年、154-159頁、doi:10.24532/soken.3.2_154、ISSN 0371-1838、NAID 110006550282。
- 山崎和夫, 江夏弘「15 π-MesonのSelf-energy (B.中間子論,素粒子論研究論文)」『素粒子論研究』第3巻第2号、素粒子論グループ 素粒子論研究 編集部、1951年、159-164頁、doi:10.24532/soken.3.2_159、ISSN 0371-1838、NAID 110006550283。
- 江夏弘「8 素粒子の質量スペクトル」『素粒子論研究』第3巻第6号、素粒子論グループ 素粒子論研究 編集部、1951年、122-128頁、doi:10.24532/soken.3.6_122、ISSN 0371-1838、NAID 110006550404。
- 江夏弘「12.続・素粒子の質量スペクトル : 四次元時空における固有値問題」『素粒子論研究』第5巻第11号、素粒子論グループ 素粒子論研究 編集部、1953年、1369-1389頁、doi:10.24532/soken.5.11_1369、ISSN 0371-1838、NAID 110006568165。
- 中野佳津子, 江夏弘「場の量子論の共変Hamilton形式におけるBethe-Salpeter型方程式」『立命館大学理工学研究所紀要』第43号、立命館大学、1984年、1-11頁、ISSN 03704254、NAID 110006278577。